# Поґожель-Мала
Поґожель-Мала (пол. Pogorzel Mała, нім. Brandau) — село в Польщі, у гміні Біла Піська Піського повіту Вармінсько-Мазурського воєводства.
Населення — 30 осіб (2011).

## Демографія
Демографічна структура станом на 31 березня 2011 року:
|          | Загалом | Допрацездатний вік | Працездатний вік | Постпрацездатний вік |
| -------- | ------- | ------------------ | ---------------- | -------------------- |
| Чоловіки | 17      | 3                  | 11               | 3                    |
| Жінки    | 13      | 2                  | 7                | 4                    |
| Разом    | 30      | 5                  | 18               | 7                    |